# Carlos Alberto Dias
Carlos Alberto Dias, född 5 maj 1967, är en brasiliansk tidigare fotbollsspelare.
Carlos Alberto Dias spelade 1 landskamper för det brasilianska landslaget.